# Plasă

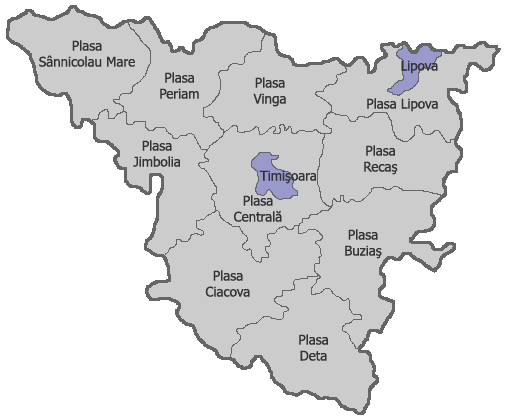
I plăşi del Distretto di Timiș nel 1930

Il Plasă (plurale plăşi) era una suddivisione amministrativa di secondo livello della Romania (tra il Județ e il comune) in vigore fino al 1948.
A capo del governo locale il prefetto del județ nominava un pretore.
Vennero eliminati a seguito della riforma amministrativa del 1950, quando vennero sostituiti dai raion secondo il modello sovietico.